# Wojtokiemie
Wojtokiemie (dodatkowa nazwa w j. litewskim Vaitakiemis od wojt (wójt) i kiemie (podwórze, wieś)) – wieś w Polsce położona w województwie podlaskim, w powiecie sejneńskim, w gminie Puńsk.
| SIMC    | Nazwa        | Rodzaj    |
| ------- | ------------ | --------- |
| 1011626 | Czarnoziemie | część wsi |

W latach 1975–1998 miejscowość administracyjnie należała do województwa suwalskiego.
We wsi istnieje zamknięta szkoła podstawowa, która powstała w roku 1952-53.

## Zabytki
Do rejestru zabytków Narodowego Instytutu Dziedzictwa wpisane są następujące obiekty:
- zagroda nr 3, 3. ćwierć XIX w. (nr rej.: 51 z 5.02.1980):
  - dom drewniany
  - chlew drewniany
  - spichrz drewniany

## Urodzeni w Wojtokiemiach
- Aldona Wojciechowska – nauczycielka i etnografka, działaczka na rzecz mniejszości litewskiej w Polsce